# Асвејска греда
Асвејска греда (блр. Асвейская града; рус. Освейская гряда) благо је заталасано моренско узвишење на крајњем северу Републике Белорусије, односно на северу Витепске области. Део је знатно пространије рељефне макрорегије Латгалског побрђа (које се простире преко делова Летоније и Русије). Цело узвишење налази се на територији Горњодвинског рејона.
Обухвата подручје од реке Сарјанке (десне притоке Западне Двине) на западу, па до јужних обала Асвејског језера и даље ка истоку до обала Белог језера, у дужини од око 30 км. 
Надморске висине крећу се од максималних 200 метара на сверу до 50—60 метара дуж северних обала Асвејског језера где ово узвишење постепено прелази у Полацку низију. Формација је настала током последњег глацијалног периода на овом подручју, пошто је у предјезерској фази представљала природни гребен унутар глацијалног језера. 

## Видет још
- Географија Белорусије
- Горњодвински рејон